# Antianthe reversa.
Antianthe reversa. är en insektsart som beskrevs av Walker. Antianthe reversa. ingår i släktet Antianthe och familjen hornstritar. Inga underarter finns listade i Catalogue of Life.